# Carl Claussen (Manager)
Carl Claussen (* 27. Dezember 1878 in Bremerhaven; † 21. Juli 1954 in Hamburg) war ein deutscher Wirtschaftsmanager.

## Werdegang

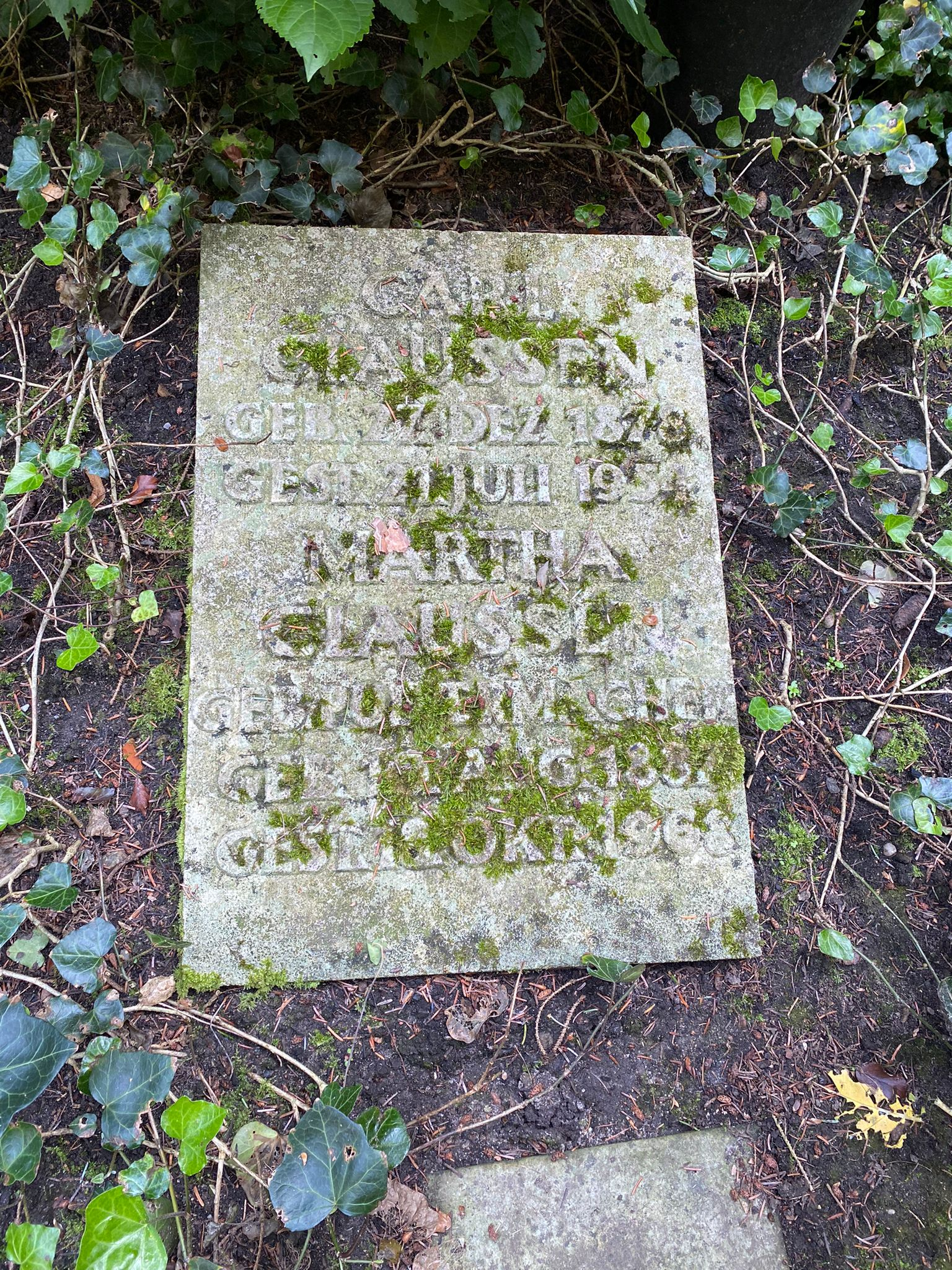
Kissenstein in der Familiengrabstätte auf dem Friedhof Ohlsdorf

Claussen war bis 1927/28 im Speditionsgeschäft seines Vaters tätig. 1920 wurde er Mitglied im Aufsichtsrat der Beiersdorf GmbH und nach dem politisch erzwungenen Rücktritt von Willy Jacobsohn Generaldirektor des Unternehmens. Er leitete das Unternehmen durch die Zeit des Nationalsozialismus bis 1954. In diese Zeit fällt der Wiederaufbau nach dem Ende des Zweiten Weltkriegs.
Er war ab 1908 mit Martha Pulvermacher (1887–1968), einer Nichte von Oscar Troplowitz, verheiratet. Ihr Sohn Georg Wilhelm Claussen folgte seinem Vater in den Beiersdorf-Vorstand nach.
Carl Claussen ruht in der Familiengrabstätte auf dem Friedhof Ohlsdorf. Sie liegt im Planquadrat AD 19, südlich von Kapelle 7.

## Ehrungen
- 1952: Verdienstkreuz (Steckkreuz) der Bundesrepublik Deutschland